# Oppervlaktefysica
De oppervlaktefysica is het deelgebied van de vastestoffysica dat zich bezighoudt met de geometrie, de elektronenstructuur en de adsorptie van stoffen aan het oppervlak van vaste stoffen.

## Geometrie en oppervlak
Onder het oppervlak van een kristallijne vaste stof verstaat men de grenslaag waarin de geometrische en elektronenstructuur essentieel afwijkt van die binnenin het kristal. Deze grenslaag is in feite enkele atoomlagen diep.
De geometrie van het oppervlak wordt beschreven met behulp van tweedimensionale kristallografie. In plaats van de 14 Bravaistralies in de driedimensionale kristallografie, zijn er in twee dimensies slechts vijf Bravaistralies, het parallellogram-, vierkant-, rechthoek-, hexagonale en het rechthoekig-vlakgecentreerde rooster.

## Adsorptie
Onder adsorptie van een stof aan een oppervlak verstaat men het verschijnsel dat atomen en moleculen zich vanuit de gasfase op het oppervlak ophopen en daar door vanderwaalskrachten (fysisorptie) of chemische bindingen (chemisorptie) worden gebonden. Daardoor zijn alle vaste stoffen in lucht met minimaal één laag atomen of moleculen bedekt. Om dit te voorkomen, worden de meeste onderzoeken in hoogvacuüm of zelfs ultrahoogvacuüm uitgevoerd.
Fysisorbaten zijn meestal zeer zwak gebonden. Daarom moet de te onderzoeken vaste stof ten minste met vloeibare stikstof of zelfs met vloeibare helium worden gekoeld. Zij kunnen door opwarmen tot relatief lage temperaturen worden gedesorbeerd (afgedampt).
Chemisorbaten zijn meestal sterker gebonden. Daardoor kunnen zij veelal bij kamertemperatuur worden onderzocht. Voor zwakker gebonden chemisorbaten volstaat meestal koeling met vloeibare stikstof.